# Náhražka
Náhražka je surovina nebo výrobek, nahrazující nedostupnou nebo příliš nákladnou surovinu či výrobek.
Používá se ve všech odvětvích, nejčastěji ve spotřebním průmyslu a v potravinářství. Používání náhražek přináší zlevnění výrobku, ale často také snížení jeho užitné hodnoty.

## Historie
Jednou z prvních náhražek byla obyčejná voda, kterou nepoctivci nalili do vína. Dalším příkladem může být snižování obsahu cenných kovů v oběžných mincích (viz ražebné). Častým podnětem pro rozmach náhražek bývají války a vývozní embarga. Z tohoto důvodu vznikl tuzemský rum, cikorka, margarín, umělý (řepný) med a jiné.
S rozvojem chemie došlo k rozšíření náhražek, protože zvláště rozvoj organické chemie vedl k možnosti uměle vyrobit nejrůznější aditiva, barviva, aromata a plasty, jež se v přírodě buď nevyskytují nebo je nákladné je získat.